# Марте Олсбу
Марте Олсбу (норв. Marte Olsbu; Арендал, 7. децембар 1990) норвешка је биатлонка.
На Светском првенству 2015. освојила је пето место са норвешком штафетом. Наредне године освојила је злато у штафети и бронзу у мешовитој штафети, а најбољи резултат у појединачним дисциплинама остварила је у масовном старту, заузевши седмо место. На Светском првенству 2017. најбољи резултат је остварила са норвешком мешаном штафетом, осмо место
Највећи успех у каријери до сада остварила је освајањем сребрне медаље на Олимпијским играма у Пјонгчангу 2018. у спринту. Сребро је освојила и са мешовитом штафетом Норвешке.